# Radek von Hirschberg
Radek von Hirschberg właściwie Radek Hirschberg (urodzony w 1978 roku w Jeleniej Górze) – polski fotograf, zdobywca międzynarodowych tytułów oraz nagród w zakresie fotografii artystycznej. Posiada tytuł Artiste Fédération Internationale de l’Art Photographique (AFIAP), Artysty Fotografa (AFRP) oraz jest członkiem rzeczywistym Fotoklubu Rzeczpospolitej Polskiej.
W dorobku Hirschberga znajdują się dwa projekty artystyczne, które zostały wyróżnione międzynarodowymi nagrodami: „Opuszczone Piękno” oraz „Połączeni z Naturą”.

## Styl i technika
Prace fotograficzne Hirschberga cechuje uniwersalność, z naciskiem na przedstawienie człowieka w szerokim kontekście – portretach narracyjnych, aktach, abstrakcyjnych formach. Artysta tworzy także pejzaże oraz rejestruje architekturę w jej surowym, minimalistycznym wydaniu. Stosuje techniki cyfrowe i analogowe, łącząc nowoczesne aparaty z zabytkowymi obiektywami, takimi jak replika XIX-wiecznego obiektywu Petzvala. W swoich pracach preferuje światło naturalne, niekiedy jednak eksperymentuje z różnorodnymi źródłami oświetlenia. Tematyka fotografii Hirschberga obejmuje szeroką gamę osób i miejsc – od gwiazd filmowych i modeli po zwykłych ludzi, ukazywanych w niezwykły sposób. Scenerie tworzą nowoczesne przestrzenie i historyczne ruiny (uwidaczniają to np. serie „Opuszczone Piękno” lub "Baleriny"). Artysta tworzy zarówno w czerni i bieli, jak i z wykorzystaniem pełnej gamy kolorów .

## Projekty artystyczne

### Opuszczone Piękno
„Opuszczone Piękno” to projekt artystyczny łączący piękno ludzkiego ciała z atmosferą opuszczenia, zniszczenia i rozkładu. Przedstawia piękne kobiety (rzadziej mężczyzn), odziane w eleganckie szaty lub nagie, w sceneriach porzuconych miejsc. Te kontrasty tworzą kolaż, który wpływa na poczucie estetyki i emocje odbiorcy. Wszystkie fotografie spaja motyw samotności, który jest obecny niezależnie od liczby postaci w kadrze. Projekt zdobył uznanie krajowe i międzynarodowe, m.in. złoty medal w konkursie BIFA – Budapest International Photography Awards 2023 (kategoria Portfolio), brązowy medal w TIFA – Tokyo International Photography Awards 2023 (kategorie Fine Art i Portrait za pracę Abandoned), oraz platynowy medal w London Photography Awards 2024 (kategoria Fine Art za pracę Hope). Prace są prezentowane na wystawach, publikowane oraz notowane na krajowych i europejskich aukcjach .

### Połączeni z Naturą
Projekt artystyczny „Połączeni z Naturą” podkreśla relację człowieka z naturą, jej piękno, różnorodność i złożoność. Akcentuje konieczność postrzegania świata jako harmonijnej całości oraz przypomina o zależności człowieka od ekosystemu. Łączy estetykę ludzkiego ciała z formami natury, a apokaliptyczne motywy (jak wraki czy ślady zniszczeń) zwracają uwagę na skutki działalności człowieka. Projekt zdobył srebrny medal w konkursie Budapest International Photo Awards 2024 za pracę Glacier I .

## Nagrody i wyróżnienia
- 2025 – 🥇 Gold Medal – B&W International Awards – Music / Dance & Events („In the Fog”)[7]
- 2025 – 🥈 Silver Medal – B&W International Awards – Portrait („Blowing Up (Andrzej)”)[8]
- 2025 – 🥈 Silver Medal – B&W International Awards – Nude („Open Wide”)[9]
- 2025 – 🥇 I miejsce PRO – reFocus Awards 2025[10]
- 2025 – 🥇 Złoto – reFocus Awards 2025[11]
- 2025 – 🥈 Srebro – reFocus Awards 2025[12]
- 2025 – 🥉 Brązowy Medal – FotoSlovo [13]
- 2025 – 🥇 Złoty Medal – Międzynarodowy Konkurs im. Jana Sunderlanda (Fotoklub RP)[14]
- 2024 – 🥇 I miejsce - One Eyeland Photography Awards - X-Trophies “#1 Poland’s B&W Photographers 2024”[15]
- 2024 – 🥇 Platyna – London Photography Awards
- 2024 – 🥇 Platyna – London Photography Awards[16][17]
- 2024 – 🥇 Złoty Medal – London Photography Awards[18]
- 2024 – 🏆 Grand Prix – BARDAF International Competition[19]
- 2024 – 🥇 Złoty Medal FIAP – BARDAF International Competition[20]
- 2024 – 🥈 Srebrny Medal – BARDAF International Competition[21]
- 2024 – 🥉 III miejsce – FotoSlovo – Series / Wild Life[22]
- 2024 – 🥉 Brązowy Medal – FotoSlovo – Travel / Landscape[23]
- 2024 – 🥇 Golden Camera - One Eyeland Photography Awards[24]
- 2023 – 🥇 I miejsce – Budapest International Photo Awards (BIFA) [25]
- 2023 –  VI miejsce - One Eyeland Photography Awards  “#6 World’s Fine Art Photographers 2023”[26]
- 2023 –  VII miejsce - One Eyeland Photography Awards  "#7 World’s B&W Photographers 2023"[27]
- 2023 – 🥈 II miejsce – reFocus Awards – Landscapes[28]
- 2023 – 🥈 II miejsce – reFocus Awards – Portrait[29]
- 2023 – 🥉 III miejsce – Tokyo International Foto Awards (TIFA) – Portrait
- 2022 – 🥇 I miejsce - One Eyeland Photography Awards - X-Trophies “#1 Poland’s B&W Photographers 2022”[30]
- 2022 – 🥈 II miejsce – Lawiny (Ruda Śląska)
- 2022 – 🥇 I miejsce – Gazeta Wyborcza – „Szwajcaria – miejsca, do których wracam”[31]
- 2022 – 🥉 III miejsce – Chromatic Awards – Landscape, Photomanipulation, Portrait, Fine Art[32]
- 2022 – 🥉 III miejsce – International Photography Awards (IPA) – Architecture[33]
- 2022 – 🥉 III miejsce – International Photography Awards (IPA) – Industrial[34]
- 2022 – 🥉 III miejsce – International Photography Awards (IPA) – People[35]

Pozostałe nagrody:
- 2024 – Nagroda Burmistrza Miasta Nowego Targu – „Prawda gór, 2022 / Truth of mountains, 2022”
- 2024 – Wyróżnienie FIAP / Honorary Acknowledgement – „Twierdza 2024 / Tower, 2024” (praca „Płonące Szczyty / Peaks on fire” zaakceptowana do wystawy)
- 2024 – Wyróżnienie – Konkurs „Portret Prawdziwy” – „Andromeda II”
- 2024 – Wyróżnienia i nominacje – One Eyeland Photography Awards (Golden Camera, X-Trophies “#1 Poland’s B&W Photographers 2022”, “#6 World’s Fine Art Photographers 2023”, “#7 World’s B&W Photographers 2023”; srebra, brązy, albumy „Best Of The Best Photographers” 2022 i 2023)
- 2024 – Wyróżnienia – International Color Awards (Portrait, People, Sport; m.in. „Blue but not only Eyes”, „Sunset Coffee”, „You are what you feel (…)”, „Fairy Tail Ship”; nominacja „Mountain Photographer”)
- 2023 – Wyróżnienia – reFocus Awards 2023 w kategoriach Black & White Portrait, World Photo Annual Portrait, Color Photography Landscapes
- 2023 – Wyróżnienie – International Photography Awards (IPA) – „Old Age”
- 2023 – Wyróżnienie – One Eyeland Photography Awards (Golden Camera, X-Trophies itd.)
- 2023 – Wyróżnienie – International Color Awards – jak wyżej
- 2022 – Wyróżnienia – International Color Awards („Blue but not only Eyes”, „Sunset Coffee”, „You are what you feel (…)”, „Fairy Tail Ship”; nominacja „Mountain Photographer”)
- 2022 – Wyróżnienia – International Photography Awards (IPA): „Train”, „Golden Bridge”; selekcja „Pool for living”; „Hope” (Brąz) – Architecture/Industrial, One Shot – Color Photo Contest
- 2022 – Wyróżnienia – One Eyeland Photography Awards
- 2022 – Laureat – Lab Rome 2022, Malamegi Lab, Rzym
- 2022 – Wyróżnienie – XV i XXVII Ogólnopolski Konkurs Portretowy (Portrait)
- 2022 – Wyróżnienia – Międzynarodowe konkursy MonoVisions, Monochrome, ND Awards (People, Fine Art, Nature, Portrait, Landscape)
- 2022 – Wyróżnienia – Annual Photography Awards – Photojournalism („The Real Faces of the Independence March”)
- 2021 – Wyróżnienie – Annual Photography Awards 2021, Photojournalism („True faces of the Independence March”)
- 2021 – Wyróżnienia – Chromatic Awards: „My Home” (Photomanipulation), „Colors” (Fine Art)

## Wystawy
Fotografie Hirschberga były prezentowane na wystawach w Polsce i za granicą, znajdują się także w zbiorach instytucjonalnych i prywatnych. Artysta współpracuje z międzynarodowymi agencjami modelingowymi w obszarze fotografii modowej, a jego prace są regularnie wystawiane na aukcjach oraz notowane na polskim i europejskim rynku sztuki (Art Info, ArtPrice) .
- 2025 (Wrocław) Vivid Gallery wystawa indywidualna - „Ars Lumen"[36]
- 2025 (Warszawa) Teatr 6. piętro, wspólnie z malarką Sabiną Marią Grzyb) – „Kolabo”[37]
- 2024 (Słowacja) – 13th Bardaf International Exhibition[potrzebny przypis]
- 2023/2024 (Praga, Mánes Gallery, gościnnie) – „W stronę światła”[38]
- 2022 (Wenecja) – Międzynarodowe Targi Sztuki w Wenecji (2022)[potrzebny przypis]
- 2022 (Rzym, wyróżnienie w konkursie) – Lab Rome’22[39]

## Publikacje
- Photography in the Visual Culture (2022)[40],
- Chromatic Photo Awards (2022)[41],
- oraz w albumach takich jak One Eyeland Book (2022, 2023, 2024)[42]